# Jean-Baptiste Dupont (producteur)
Pour les articles homonymes, voir Jean-Baptiste Dupont.
Jean-Baptiste Dupont, né le 5 mai 1968 à Paris, est un producteur de cinéma français, notamment les sociétés KL Production et LGM Cinéma aux côtés de Cyril Colbeau-Justin, puis La Boétie Films et Franklin Films.

## Biographie
Nommé au grade de chevalier de l'ordre des Arts et des Lettres en 2014. Le 28 février 2014, il reçoit deux César, celui du meilleur film ainsi que celui du meilleur premier film, Les Garçons et Guillaume, à table !, récompenses qu'il partage avec Guillaume Gallienne, Cyril Colbeau-Justin et Édouard Weil.

## Filmographie

### Producteur délégué
- 2001 : Grégoire Moulin contre l'humanité d'Artus de Penguern
- 2002 : Gangsters d'Olivier Marchal
- 2003 : Mais qui a tué Pamela Rose ? d'Éric Lartigau
- 2004 : 36 quai des Orfèvres d'Olivier Marchal
- 2004 : Alive de Frédéric Berthe
- 2006 : La Piste d'Éric Valli
- 2006 : Un Ticket pour l'espace d'Éric Lartigau
- 2007 : Pars vite et reviens tard de Régis Wargnier
- 2007 : Ce soir je dors chez toi d'Olivier Baroux
- 2008 : MR73 d'Olivier Marchal
- 2008 : Les Liens du sang de Jacques Maillot
- 2008 : Disco de Fabien Onteniente
- 2008 : Cliente de Josiane Balasko
- 2009 : R.T.T. de Frédéric Berthe
- 2010 : Bus Palladium de Christopher Thompson
- 2010 : À bout portant de Fred Cavayé
- 2011 : Le Fils à Jo de Philippe Guillard
- 2011 : Les Yeux de sa mère de Thierry Klifa
- 2012 : La Mer à boire de Jacques Maillot
- 2012 : Cloclo de Florent-Emilio Siri
- 2012 : Maman d'Alexandra Leclère
- 2012 : Mais qui a re-tué Pamela Rose ? de Kad Merad et Olivier Baroux
- 2013 : Boule et Bill d'Alexandre Charlot et Franck Magnier
- 2013 : Demi-sœur de Josiane Balasko
- 2013 : Le jour attendra d'Edgar Marie
- 2013 : Les Garçons et Guillaume, à table ! de Guillaume Gallienne
- 2014 : Fiston de Pascal Bourdiaux
- 2014 : Situation amoureuse : C'est compliqué de Manu Payet et Rodolphe Lauga
- 2014 : Amour sur place ou à emporter d'Amelle Chahbi
- 2015 : Les Gorilles de Tristan Aurouet
- 2015 : Connasse, princesse des cœurs de Noémie Saglio et Éloïse Lang
- 2015 : Valley of Love de Guillaume Nicloux
- 2015 : Le Dernier Jour d'Yitzhak Rabin d'Amos Gitaï
- 2015 : Pension complète de Florent-Emilio Siri
- 2015 : Vicky de Denis Imbert
- 2016 : Marseille de Kad Merad
- 2016 : Au nom de ma fille de Vincent Garenq
- 2016 : Le Correspondant de Jean-Michel Ben Soussan
- 2016 : C'est tout pour moi de Nawell Madani et Ludovic Colbeau-Justin
- 2017 : Madame d'Amanda Sthers
- 2017 : Maryline de Guillaume Gallienne
- 2017 : Boule et Bill 2 de Pascal Bourdiaux
- 2019 : La daronne de Jean-Paul Salomé
- 2023 : Ma langue au chat de Cécile Telerman

### Producteur

#### Longs métrages
- 2011 : Les Lyonnais d'Olivier Marchal
- 2011 : Hollywoo... de Frédéric Berthe
- 2013 : Blood Ties de Guillaume Canet
- 2014 : Mea Culpa de Fred Cavayé
- 2016 : Éperdument de Pierre Godeau
- 2018 : Tout le monde debout de Franck Dubosc

#### Téléfilms
- 2010 : Mon père, Francis le Belge de Frédéric Balekdjian
- 2012 : On se quitte plus de Laurence Katrian

#### Séries télévisées
- 2013-2016 : Léo Matteï, Brigade des mineurs

### Coproducteur
- 2011 : Pourquoi tu pleures ? de Katia Lewkowicz
- 2016 : The End de Guillaume Nicloux

## Distinctions
- César 2014 :
  - Meilleur film Les Garçons et Guillaume, à table ! de Guillaume Gallienne
  - Meilleur premier film Les Garçons et Guillaume, à table ! de Guillaume Gallienne